# Ján Mucha
Ján Mucha (Belá nad Cirochou, 5 december 1982) is een Slowaaks doelman in het betaald voetbal. Hij tekende in november 2018 bij Hamilton Academical, dat hem transfervrij inlijfde. Mucha debuteerde in februari 2008 in het Slowaaks voetbalelftal.

## Clubcarrière
De eerste profclub van Mucha was FK Inter Bratislava, maar daarvoor speelde hij tijdens zijn verblijf van 2000 tot 2002 geen enkel competitieduel in de hoofdmacht. Daarop verhuisde hij naar MŠK Žilina. Daar debuteerde hij in zijn eerste officiële wedstrijd in het betaald voetbal. Mucha werd er niettemin vaker niet dan wel opgesteld en werd in 2005 een half jaar verhuurd aan 1. HFC Humenné, dat een niveau lager uitkwam. Hij tekende voor het seizoen 2005/06 bij Legia Warschau. Daar moest Mucha in eerste instantie Łukasz Fabiański voor zich dulden. Nadat die naar Arsenal vertrok, werd hij met ingang van seizoen 2007/08 eerste keus bij de Poolse club. Hij speelde zich in er in bijna honderd wedstrijden in drie seizoenen in de kijker bij Everton. Dat kwam in de zomerstop van seizoen 2009/10 een contract voor drie seizoenen met hem overeen, ingaand op 1 juli 2010, omdat hij dan transfervrij over kon komen. Op 17 juli 2013 trok hij als transfervrije speler naar het Russische Krylja Sovetov Samara, maar maakte later de overstap naar Slovan Bratislava. In het seizoen 2017/18 speelde hij in Polen voor Bruk-Bet Termalica Nieciecza. In november 2018 verbond Mucha zich aan Hamilton Academical uit Schotland.

## Interlandcarrière
Mucha maakte op 6 februari 2008 onder leiding van bondscoach Ján Kocian zijn debuut in het Slowaaks voetbalelftal, in een oefeninterland tegen Hongarije (1–1). Hij verving in de rust Stefan Senecky. Met het nationaal elftal kwalificeerde hij zich vervolgens onder bondscoach Vladimír Weiss voor het wereldkampioenschap voetbal 2010. Weiss nam Mucha daarop ook als eerste doelman mee naar het hoofdtoernooi. Hij behoorde ook tot de Slowaakse selectie voor het Europees kampioenschap voetbal 2016 in Frankrijk. Slowakije werd in de achtste finale uitgeschakeld door Duitsland (0–3); Mucha zelf kwam niet in actie.